# あなぶきデジタルサービス
あなぶきデジタルサービス（英名：ANABUKI Digital Service Inc.）は、東京都渋谷区のオンラインサービス提供会社。
リフォーム会社のマッチングプラットフォームサービス「リフォームガイド」を運営する会社である。
株主は株式会社穴吹ハウジングサービスと穴吹興産株式会社であり、「あなぶきハウジンググループ」「あなぶきグループ」に所属する。

## 概要
もとは株式会社グローバが行っていた「リフォームガイド」事業を、2022年8月1日付で吸収分割にて事業承継した。承継会社として、2003年設立の休眠会社を活用して「あなぶきデジタルサービス株式会社」が発足した。
株式会社グローバに対しては、2019年7月にあなぶきグループのスタートアップ支援ファンド（CVC）より出資が行われており、以降あなぶきグループとの相乗効果創出に向けた検討が行われていた。

## 沿革
- 2022年8月1日 - 株式会社グローバより「リフォームガイド」事業を継承。
- 2023年9月1日 - 事務所を東京都港区芝大門2-2-1から渋谷区道玄坂1-13-5に移転。
- 2024年1月 - 「リフォーム会社専用ホームページ制作」のサービスを開始[3]。
- 2024年1月18日 - リフォーム会社会員の表彰イベント「Reformguide Awards Ceremony 2023」を初開催[3]。
- 2024年7月14日 - TOKYO MXの情報バラエティ番組「ええじゃないか！！」に出演[4]。